# Jimmy Davis
James Roger William „Jimmy“ Davis (* 6. Februar 1982 in Redditch; † 9. August 2003 in Oxfordshire) war ein englischer Fußballspieler. Der bei Manchester United unter Vertrag stehende Stürmer kam 21-jährig im August 2003 bei einem Autounfall ums Leben.

## Karriere
Jimmy Davis erhielt im September 1999 seinen ersten Profivertrag bei Manchester United und wurde Anfang 2001 für ein halbes Jahr an den belgischen Kooperationsklub Royal Antwerpen verliehen, um erste Profierfahrung zu sammeln. Nach seiner Rückkehr gab Davis am 5. November 2001 bei einer 0:4-Niederlage im League Cup gegen den FC Arsenal sein Pflichtspieldebüt für United. Im August 2002 wurde Davis für drei Monate in die drittklassige Second Division an Swindon Town verliehen. Dort spielte Davis auf dem rechten Flügel und kam trotz Verletzungsproblemen zu insgesamt 15 Einsätzen. Mit seiner sicheren Ballführung bei hohem Tempo wurde Davis bei den Swindon-Fans schnell enorm populär und bei seinem letzten Einsatz für Swindon im November 2002 unter Standing Ovations ausgewechselt. Zuvor hatte sich Swindon-Trainer Andy King erfolglos um eine Verlängerung der Leihzeit bemüht, auch ein erneuter Versuch Davis zur Saison 2003/04 auszuleihen schlug fehl. Stattdessen präferierte Manchester-Trainer Alex Ferguson einen höherklassigen Klub und Davis sollte die Saison 2003/04 in der First Division beim FC Watford verbringen.
In den frühen Morgenstunden des 9. August 2003 kam Davis bei einem Autounfall auf dem Motorway M40 in der Grafschaft Oxfordshire ums Leben. Davis war auf dem Weg nach Watford zum ersten Saisonspiel, für das er wegen einer Verletzung nicht vorgesehen war. Die Partie wurde nach Bekanntwerden des Unglücks verschoben. An der Beerdigung nahmen 500 Trauergäste teil, darunter die Profimannschaften von Watford und Manchester United, 70 Nachwuchs- und Reservespieler von United und der Kapitän der englischen Nationalmannschaft, David Beckham. Wie die anschließenden Untersuchungen ergaben, fuhr Davis stark alkoholisiert und mit hoher Geschwindigkeit bei nebligen Verhältnissen in einen vor ihm fahrenden Lastwagen und war auf der Stelle tot.
Zu Ehren von Davis und des am selben Tag verstorbenen Ray Harford wurde vor dem FA Community Shield am 10. August 2003 zwischen Manchester United und Arsenal eine Schweigeminute eingelegt und beide Mannschaften liefen mit Trauerflor auf. Auch beim Länderspiel England gegen Kroatien am 20. August 2003 wurde eine Schweigeminute abgehalten und das englische Team spielte mit Trauerflor. Nach dem Sieg im FA-Cup-Finale 2004 tauschten die Manchester-Spieler ihre Trikots vor der Siegerehrung gegen Trikots mit Davis’ Name und der Rückennummer 36, die er bei seinem League-Cup-Einsatz 2001 getragen hatte.